# Vedutisme

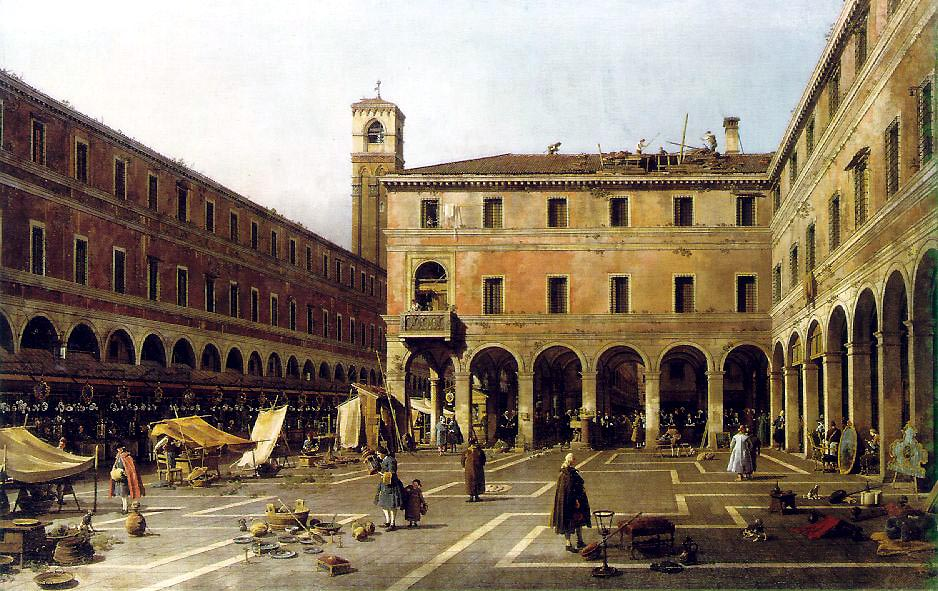
Il Campo di Rialto (Venècia), de Canaletto

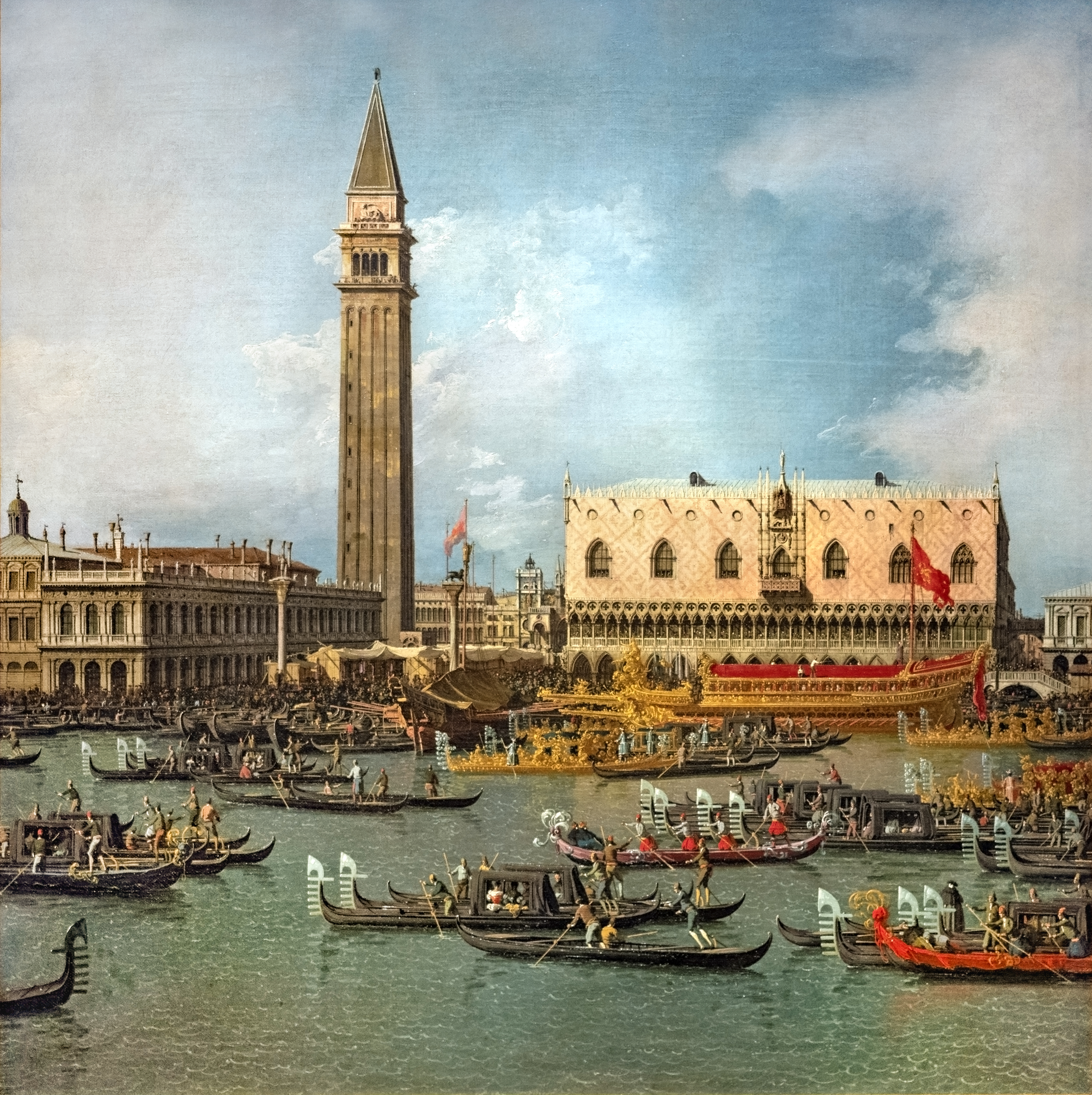
Vista del palau Ducal de Venècia, de Canaletto

El vedutisme (de veduta, 'vista' en italià; plural: vedute) és un gènere pictòric molt típic del settecento italià. Emmarcades dins el paisatgisme, les vedute són vistes generalment urbanes, en perspectiva, i arriben a vegades a un estil cartogràfic, en què es reprodueixen imatges panoràmiques de la ciutat, descrivint amb minuciositat els canals, monuments i llocs més típics de Venècia, sols o amb la presència de la figura humana, generalment de mida petita i en grans grups de gent. Aquest tipus de pintura es va desenvolupar sobretot a Venècia al llarg de tot el segle xviii, encara que es va estendre a altres parts d'Europa.
Concebudes com a records -gairebé com a postals- per a viatgers estrangers, les vedute van tenir molt d'èxit, i arribà la seva influència a gairebé tots els racons d'Europa, i iniciaren una característica forma de representar el paisatge que va ser imitada per molts artistes europeus. Els seus majors exponents van ser Canaletto, Bernardo Bellotto, Francesco Guardi, Michele Marieschi i Luca Carlevarijs. A Catalunya, hi ha un exponent vuitcentista del vedutisme en la figura del pintor de Trieste Achille Battistuzzi.

## Descripció
Al segle xviii, la República de Venècia va viure una època de crisi política i econòmica, que va produir un efecte social propens a la revitalització de la seva cultura, que va incorporar els nous valors il·lustrats i va propiciar en el terreny de l'art una recerca de noves solucions formals diferents de les de l'art barroc, l'estil anterior. Cal destacar que la presència a la ciutat d'importants colònies d'estrangers, sobretot ciutadans britànics, va propiciar la internacionalització de l'art venecià, i afavorí l'intercanvi cultural i el comerç artístic, així com els viatges d'artistes venecians a altres països.
La veduta va rebre la influència d'eminents paisatgistes anteriors com Nicolas Poussin, Claude Lorrain o Salvatore Rosa, així com del paisatgisme holandès. Un dels seus clars precedents va ser Gaspar van Wittel, actiu a Venècia, Nàpols i Roma entre finals del segle xvii i principis del xviii, autor de paisatges urbans amb ruïnes i monuments, així com petites figures humanes, com en El moll de Sant Marc (1697). Concebudes en principi com a vistes imaginàries, compostes de forma ideal per l'artista, de seguida van passar a ser imatges extretes de la realitat, de vegades amb un gran detallisme i una minuciosa descripció del món circumdant. La veduta sol estar composta per àmplies perspectives, amb una distribució dels elements propera a l'escenografia i amb una acurada utilització de la llum, que recull tota la tradició de la representació atmosfèrica des del sfumato de Leonardo da Vinci i les gammes cromàtiques d'albes i capvespres de Claude Lorrain. El vedutisme va influir artistes d'èpoques posteriors com Joseph Mallord William Turner, Camille Corot, James McNeill Whistler, Claude Monet, etc.
Una derivació de la veduta va ser el capriccio ('capritx'), un tipus de representació basada en el paisatge però de tall fantàstic, idealitzat, generalment amb un motiu particular que crida l'atenció, com és la representació de ruïnes. En el capriccio, poden coexistir edificis reals i inventats, antics i moderns, qualsevol element que sorgeixi de la voluntat de l'artista. Desenvolupat també fora de Venècia per artistes com Giovanni Battista Piranesi, Giovanni Paolo Pannini i Giovanni Niccolo Servandoni, el capriccio va ser practicat per gairebé tots els vedutistes venecians. Aquests paisatges amb ruïnes van ser un clar precedent del gust tan romàntic per la ruïna, i entronca amb categories estètiques tan de gust romàntic com el sublim i el pintoresc.